# کارخانه کبریت‌سازی توکلی
کارخانه کبریت‌سازی توکلی مربوط به دوره پهلوی است و در شهرستان تبریز، بخش مرکزی، بلوار ستارخان، خیابان فاتح واقع شده و این اثر در تاریخ ۱۳۹۸/۹/۱۷ با شمارهٔ ثبت ۳۲۹۲۳ به‌عنوان یکی از آثار ملی ایران به ثبت رسیده‌است.